# Limbi malaio-polineziene
Limbile malaio-polineziene reprezintă un subgrup al familiei mai largi de limbi austroneziene. Ele sunt răspândite pe o arie largă din Asia de Sud-Est și Pacific, la care se adaugă câteva regiuni din Asia continentală. Surprinzător, un membru al acestei familii, limba malgașă, se vorbește în insula Madagascar din estul Africii.
Limbile malaio-polineziene se împart în două ramuri: vestică (circa 300 milioane de vorbitori) și central-estică (doar aproximativ 1 milion). Din ramura vestică fac parte limbile indoneziană, malaieză, javaneză, tagalog (limba majoritară din Filipine), malgașă (Madagascar), etc. Ramura central-estică include limbile microneziene și limbile polineziene, care cuprinde printre altele tahitiana și hawaiiana.
Tipic pentru limbile malaio-polineziene este formarea pluralului prin repetarea cuvântului sau a unei părți din acesta, proces numit reduplicare. De exemplu, în limba indoneziană orang „om” devine la plural orang-orang „oameni”. Un alt element comun este entropia scăzută a acestor limbi, care se manifestă prin caracterul repetitiv al sunetelor. De asemenea, grupurile consonantice (cum ar fi nstr și cț în cuvântul românesc construcție) lipsesc în majoritatea cazurilor, deși prin contactul cu diversele valuri de coloniști unele din aceste limbi au început să includă și astfel de structuri fonetice. Inventarul de vocale este în general mic, reducându-se adesea la cinci.